# Centraugaptilus lucidus
Centraugaptilus lucidus är en kräftdjursart som först beskrevs av Esterly 1911.  Centraugaptilus lucidus ingår i släktet Centraugaptilus och familjen Augaptilidae. Inga underarter finns listade i Catalogue of Life.